# 藤原忠教
藤原 忠教（ふじわら の ただのり）は、平安時代後期の公卿・歌人。藤原北家、摂政関白太政大臣・藤原師実の五男。官位は正二位・大納言。難波家の祖。

## 経歴
応徳3年（1086年）従五位下に叙爵。美作守・尾張守を経て、寛治5年（1091年）左近衛権少将に任ぜられる。寛治7年（1093年）斎院長官、寛治8年（1094年）従四位下、嘉保3年（1096年）左近衛中将に叙任ののち、康和元年（1099年）蔵人頭に任ぜられ、翌康和2年（1100年）従三位・参議に叙任され公卿に列す。
天永2年（1111年）権中納言、保安3年（1122年）権大納言を経て、大治5年（1130年）正二位、保延2年（1136年）大納言に至る。この間、議政官として左右中将・讃岐権守・右兵衛督・検非違使別当・民部卿などを兼任した。また、太皇太后宮大夫・中宮大夫として、太皇太后・藤原寛子（後冷泉天皇后）や中宮・藤原聖子（崇徳天皇后）にも仕えた。
保延7年（1141年）3月に病により鳥羽上皇と同日に出家。法名は覚禅。同年10月25日薨去。享年66。

## 人物
和歌に優れ、寛治7年（1093年）郁芳門院根合や、康和4年（1102年）堀河院艶書合といった歌合に出詠。勅撰歌人として『金葉和歌集』（2首）以下の勅撰和歌集に8首が入集している。また、笛にも秀で、当時の御遊にて笛を吹いた回数は同時代の名手藤原宗輔に次いだ。
一方で、素行に問題があり、粗暴な振る舞いが多く、度々乱闘騒ぎを起こしたという。

## 官歴
- 応徳3年（1086年） 日付不詳：叙爵（従五位下）
- 寛治2年（1088年） 7月：民部権大輔
- 寛治3年（1089年） 正月：美作守
- 寛治4年（1090年） 8月：尾張守
- 寛治5年（1091年） 8月：左近衛権少将（尾張守如元）
- 寛治7年（1093年） 2月16日：正五位下（郁芳門院入内日賞）。4月：斎院長官（左権少将・尾張守如元）
- 寛治8年（1094年） 3月30日：従四位下（郁芳門院御給）。12月17日：従四位上
- 嘉保2年（1095年） 正月2日：正四位下（白河院行幸賞）。正月：兼尾張守、
- 嘉保3年（1096年） 正月：近衛中将（尾張守如元）。4月8日[注釈 1]：禁色
- 承徳元年（1097年） 4月：斎院長官を辞任
- 康和元年（1099年[注釈 2]） 12月：蔵人頭
- 康和2年（1100年） 7月17日：参議（左中将如元）。7月23日：従三位（造宮賞）。7月24日：右近衛中将。
- 康和3年（1101年） 2月：兼讃岐権守。2月13日：服解（父の薨去）。3月15日：復任
- 康和5年（1103年） 11月：左近衛少将
- 康和6年（1104年） 正月28日：正三位（甥・忠実の譲り、永長2年春日行幸賞）
- 長治3年（1106年） 3月11日：兼讃岐権守
- 天永2年（1111年） 正月23日：権中納言
- 天永3年（1112年） 正月26日：兼太皇太后宮権大夫
- 天永4年（1113年） 11月：兼右兵衛督
- 永久3年（1115年） 4月：兼太皇太后宮大夫
- 永久4年（1116年） 5月5日：検非違使別当。12月22日[注釈 3]：左兵衛督
- 元永2年（1119年） 7月30日：従二位（賀茂行幸行事賞）
- 保安2年（1121年） 正月22日：若宮勅別当。6月26日：兼民部卿。
- 保安3年（1122年[注釈 4]） 12月17日：権大納言（民部卿如元）
- 大治3年（1128年） 12月5日：服解（母の死去）
- 大治4年（1129年） 1月23日：復任
- 大治5年（1130年） 4月18日：正二位（松尾北野行幸行事賞）
- 長承3年（1134年） 3月7日：兼中宮大夫
- 保延2年（1136年） 12月9日：大納言（民部卿・中宮大夫如元）
- 保延7年（1141年） 3月10日：出家

## 系譜
- 父：藤原師実
- 母：藤原永業の娘（藤原南家貞嗣流出身）
- 妻：源季宗の娘
  - 長男：藤原忠基（1101-1156）
  - 男子：藤原忠兼
  - 男子：藤原師教
- 妻：藤原清綱の娘
  - 男子：藤原親忠
  - 男子：藤原有教
- 妻：源俊明の娘
  - 次男：藤原教長（1109-?）
- 妻：大池成継の娘
  - 四男：難波頼輔（1112-1186） - 子孫は難波家・飛鳥井家
  - 男子：藤原教良
- 妻：藤原時継の娘
  - 男子：明源
- 妻：藤原為房の娘
- 生母不明の子女
  - 男子：藤原基教
  - 男子：教仁
  - 男子：教智
  - 男子：教覚
  - 男子：寛敒
  - 女子：藤原通季室